# Ignase
Ignase est un village de la commune de Haaslava du comté de Tartu en Estonie.
Au 31 décembre 2011, il compte 111 habitants.